# 木内貴弘
木内 貴弘（きうち たかひろ、1962年1月5日 - ）は、日本の医学者、医師。東京大学大学院医学系研究科教授。医学博士（東京大学、1996年）。専門は、ヘルスコミュニケーション学、医療情報ネットワーク。大学病院医療情報ネットワーク (UMIN) の運用、インターネットを活用した臨床研究データ収集やヘルスコミュニケーションの研究で知られる。

## 人物
千葉県出身。1980年、東京大学理科三類入学。1982年、医学部医学科進学。大学時代は東京大学競技ダンス部、鉄門倶楽部学生委員、鉄門だより編集部に所属。
1986年、東京大学医学部医学科卒業。東京大学医学部附属病院分院内科、東京大学医学部附属病院神経内科、公立昭和病院内科で初期臨床研修。
1988年、東京大学大学院医学系研究科進学。指導教官は開原成允。自然言語処理の研究に従事。
1991年、東京大学医学部保健学科疫学講座（健康科学・看護学科疫学・生物統計学講座）助手。医学統計学とインターネットを利用した医学研究データ収集 (EDC=electronic data capture) の研究に従事。
1996年東京大学医学部附属病院中央医療情報部講師、1997年東京大学医学部附属病院中央医療情報部助教授を経て、2004年 東京大学医学部附属病院大学病院医療情報ネットワーク（UMIN）研究センター長、教授に就任。この間、医療情報ネットワークの研究に従事。
統計家の西内啓は、かつて木内貴弘の下で、医療コミュニケーション学分野助教、大学病院医療情報ネットワーク研究センター副センター長を務めていたことがある。

## 知的財産
ハイパーテキストトランスファープロトコール第1.0版仕様書の翻訳を行いインターネットで公表した（日本語訳）。
Datasciの特許(U.S. Patent No.6,496,827　Methods and apparatus for the centralized collection and validation of geographically distributed clinical study data with verification of input data to the distributed system)に対する巨額の特許侵害訴訟が、EDCベンダーに対して提訴された。以下の論文は、インターネットでWeb技術を用いて、臨床研究データを集めることを世界で初めて主張した論文で、EDCベンダーがDataSciの提訴に対して、反論するために利用した文献として知られる。インターネットでWeb技術を用いてデータ収集することなど現在では当たり前であるとしか思えないが、下記の論文の書かれた当時は電話回線で文字ベースのインターフェイスで行うのが通常で画期的な論文と評価された。
（文献　Kiuchi T, Ohashi Y, Konishi M, Bandai Y, Kosuge T, Kakizoe T: A World Wide Web-based user interface for a data management system for use in multi-institutional clinical trials - Development and experimental operation of an automated patient registration and random allocation system. Controlled Clinical Trials 17:476-493, 1996）
結局、多くのEDCベンダーは、特許訴訟の長期化と治験の差し止めを恐れて巨額の費用を支払うことで和解をした。

### インターネットVPNの提唱
下記の論文は、インターネットVPNの概念を世界で初めて主張した論文として知られる（論文中では、virtual closed networkという名称になっている）。VPNに関しては、VirnetXがマイクロソフト、アップルに対して巨額の訴訟を起こしており、その対策として下記の論文が使われている。
（文献：Kiuchi T, Kaihara S: C-HTTP - The development of a secure, closed HTTP-based network on the Internet. Proceedings of the 1996 Symposium on Network and Distributed System Security, IEEE Computer Society Press, 64-75, 1996）
- 2007年 東京大学大学院医学系研究科医療コミュニケーション分野教授就任。ヘルスコミュニケーションと医療情報ネットワークの研究に従事。日本ヘルスコミュニケーション学会（設立当時は研究会）を設立し、第1回学術集会会長を務める。

臨床研究のデータ交換の国際標準であるCDISC標準の普及、利活用に力を尽くし、世界で初めてCDISC標準を利用した本物の臨床試験を実施したことが知られている（Implementation and Operation of CDISC ODM-based EDC by UMIN ）。また、日本で最初に大学院（公共健康医学専攻）の正式なカリキュラムとしてCDISC標準を取り入れたこと（講義名「医学研究とCDISC標準」）も知られる。

## 経歴
- 1962年 千葉県木更津市生まれ
- 1980年 私立武蔵高等学校卒業、東京大学教養学部理科三類入学
- 1986年 東京大学医学部医学科卒業、東京大学医学部附属病院分院内科医員、東京大学医学部附属病院神経内科医員
- 1987年 公立昭和病院内科臨床研修医
- 1988年 東京大学大学院医学系研究科第1基礎医学課程入学（指導教官：東京大学医学部附属病院中央医療情報部 開原成允教授）
- 1991年 同課程退学、東京大学医学部保健学科疫学講座助手
- 1992年 東京大学医学部健康科学・看護学科疫学・生物統計学講座助手（学科改組による）
- 1996年 東京大学大学院医学系研究科健康科学・看護学専攻健康科学講座生物統計学分野助手（大学院重点化による）、東京大学医学部附属病院中央医療情報部講師、東京大学博士（医学）の学位を取得、「学位論文　World Wide Webを利用した多施設臨床試験のデータ管理システムについての研究」
- 1997年 東京大学医学部附属病院中央医療情報部助教授
- 2003年 東京大学医学部附属病院大学病院医療情報ネットワーク研究センター長、助教授
- 2004年 東京大学医学部附属病院大学病院医療情報ネットワーク研究センター長、教授
- 2007年 東京大学大学院医学系研究科公共健康医学専攻疫学・保健学講座医療コミュニケーション分野教授、東京大学医学部附属病院大学病院医療情報ネットワーク研究センター長（併任）